# José Lasa
José Lasa Azpeitia, (Las Palmas de Gran Canaria, España, 24 de julio de 1973) es un exjugador de baloncesto, abogado y empresario español. Con 1,81 de estatura, jugaba en la posición de base.

## Trayectoria
Se forma en la cantera del Canoe y la del Real Madrid. En la temporada 1992-1993,  subió al primer equipo del Real Madrid, formando pareja de bases con José Miguel Antúnez, jugó durante tres años en el equipo merengue ganando numerosos títulos. En el año 1995, después de ganar la Copa de Europa, ficha por el Baloncesto León, donde juega  2 campañas. La temporada 1997-1998 juega para  el AEK Atenas BC, siendo subcampeón de la  Copa de Europa. En la temporada 1998-1999 volvió al Real Madrid, entrenado ese año por Clifford Luyk. Tendría varias experiencias más en el extranjero, jugando en el Peristeri BC, el Snaidero Udine y el Olivairense de Portugal, además de un año jugando en el Lleida Bàsquet. Después de jugar en el UD Oliveirense, equipo en el que ganó la Copa de Portugal, se retira, y empieza a ejercer de abogado.

### Vida después de su carrera deportiva
- En la actualidad ejerce la abogacía como socio del despacho Laffer Abogados en Madrid.[2]
- Es miembro de la Junta Directiva de la Cultural y Deportiva Leonesa, propiedad de Aspire Academy.

## Palmarés
Real Madrid juvenil
- 1990-91 Campeonato de España Juvenil.

Selección española sub-22
- 1994 Campeonato de Europa Sub-22 (Ljubljana) .

Real Madrid
- Euroliga (1): 1995.
- Liga ACB (2):  1993, 1994.
- Copa del Rey (1): 1993.

UD Oliveirense
- Copa de Portugal (1): 2002-03